# La Compañía (Oaxaca)
La Compañía es una localidad del estado mexicano de Oaxaca, cabecera del municipio homónimo, se localiza en el centro-sur del estado.

## Historia
Localizada en un fértil valle ubicado al pie de las primeras estribaciones de la Sierra Madre del Sur, en el extremo del Valle de Ejutla; lo que hoy es la población de La Compañía tiene su origen y con el su nombre en una hacienda propiedad de la Compañía de Jesús, establecida en los márgenes del río Atoyac y que como tal recibía el apelativo común de Hacienda de la Compañía o solo La Compañía por metonimia con la congregación propietaria de la misma, de forma idéntica a como en muchas poblaciones novohispanas se le llamaba al templo o colegio regenteado por los Jesuitas.
Tras la expulsión de los Jesuitas de los dominios españoles y la confiscación de sus bienes por la Pragmática Sanción de 1767 la hacienda dejó de pertenecerles, pero el nombre se conservó en el uso y pronto constituyó un núcleo poblacional permanente beneficiado por la riqueza agrícola de la zona, dicho núcleo se consolidó y tras la Independencia de México formó parte del Distrito de Ejutla del estado de Oaxaca hasta que en 1891 constituyó la cabecera del municipio del mismo nombre, cabecera y municipio llevaban entonces el nombre oficial de Hacienda de la Compañía hasta que en la década de 1920 se le simplificó definitivamente a quedar solo en La Compañía, como se conserva hasta la actualidad.

## Localización y demografía
La Compañía se encuentra localizada en un valle atravesado por el río Atoyac en un punto muy cercano a su confluencia con el río Ejutla y a una altitud de 1 373 metros sobre el nivel del mar, sus coordenadas geográficas son 16°33′27″N 96°49′11″O / 16.55750, -96.81972 y se encuentra a 120 kilómetros al sur de la capital del estado, Oaxaca de Juárez, y a unos 20 kilómetros al oeste de Ejutla de Crespo, la cabecera distrital; su principal vía de comunicación es con esta ciudad, a la que la une un camino de terracería que previamente comunica con el pueblo de Taniche.
De acuerdo al Censo de Población y Vivienda de 2010 realizado por el Instituto Nacional de Estadística y Geografía, la población de La Compañía asciende a un total de 667 personas, de las que 321 son hombres y 346 mujeres; lo que la convierte en la segunda localidad por población del municipio, siendo superada por la de Agua del Espino.